# زوفا واسعة الشفة
زوفا واسعة الشفة (الاسم العلمي:Hyssopus latilabiatus) هي نوع من النباتات يتبع جنس الزوفا من الفصيلة الشفوية.